# Tertre Ganne
Pour les articles homonymes, voir Ganne.
Le Tertre Ganne (ou Gane) est une colline du département français de la Mayenne située sur la commune de Sainte-Suzanne-et-Chammes, sur la rive gauche de l'Erve, en bordure de forêt de Charnie. Faisant face à la forteresse de Sainte-Suzanne, elle joua un rôle décisif durant la guerre de Cent Ans.

## Étymologie
- Compte tenu de l'occupation très ancienne du site par les Celtes (cf. mur vitrifié), certains auteurs affirment[2] que l'expression Tertre Ganne vient du celte et signifie « mont boisé ».
- Tertre est un mot français issu du latin vulgaire termitem, le latin classique étant termen, terminis. Le second élément pourrait être un nom de personne ou éventuellement le terme prélatin kan-, hauteur (que l'on trouve dans Ganagobie). Dans ce dernier cas, le terme tertre traduirait le mot kan- qui n'était plus compris. Cf. Le Gué-de-Longroi.
- Selon une légende, le "Tertre-Ganne" serait une déformation du "Traître Ganelon", qui a vécu au IXe siècle et qui s'y serait réfugié. Il s'agit là sans doute d'un amalgame un peu rapide. Si la colline recèle des abris sous rochers qui ont pu abriter des ermites ou des vagabonds (-l'un de ces abris est connu en patois sous le nom de la nige-à-Grateau (niche à Grateau), s'il est vrai aussi qu'une commune de la Sarthe porte le nom de Sougé-le-Ganelon à moins de 45 km de là, rien de tangible n'indique une présence de Ganelon à Sainte-Suzanne.

En l'absence de formes anciennes, toutes ces explications sont conjecturelles.

## Géographie
- Le site topographique de Sainte-Suzanne présentait au Moyen Âge tous les avantages d'une position militaire de premier ordre. La ville s'élève à la pointe triangulaire d'un promontoire escarpé que la rivière enserre de trois côtés, comme un fossé géant, et dont les flancs à pic dominent de plus de 60 mètres le flanc de la vallée.
- En face du promontoire de Sainte-Suzanne, la vallée de l'Erve se resserre au point de ne plus former qu'un ravin étroit, et le versant opposé se relève lui aussi en escarpements rocailleux et abrupts, d'une altitude un peu supérieure à celle de la ville. Le sommet de ce promontoire se nomme le Tertre Ganne.
- Sans être le point culminant de la commune (qui se trouve au Mont-Noir, 222 m), il s'agit des derniers monts des Coëvrons et des collines de Normandie avant les immenses plaines d'Anjou et la Bretagne. Jusqu'au XVIe siècle son positionnement était donc hautement stratégique puisque l'arrivée d'un ennemi pouvait y être observée de très loin.
- Dès l'invention des armes à feu, le Tertre Ganne affaiblit considérablement la valeur militaire de la position de Sainte-Suzanne, et l'anéantit dès 1425 lors du premier assaut de l'artillerie anglaise.
- Une carrière de grès fut exploitée en contrebas depuis des temps reculés puisque la pierre extraite a servi d'abord aux portions de mur vitrifié d'origine celtique, retrouvé à Sainte-Suzanne, et ensuite à construire le donjon (première moitié du XIe siècle), les remparts du château (XIIe siècle - XVIe siècle) et la cité tout entière.
- La carrière fut exploitée intensément à la fin du XIXe siècle, notamment en vue du pavage des rues de Paris. La Société des carrières de l'ouest cessa l'exploitation dans les années 1950, en raison de la proximité de la carrière de La Kabylie à Voutré, d'une exploitation plus aisée.
- Un stand de tir fut installé au Tertre Ganne entre la guerre de 1870-1871 et la Première Guerre mondiale. Il servait à la préparation militaire des jeunes suzannais.

## Histoire

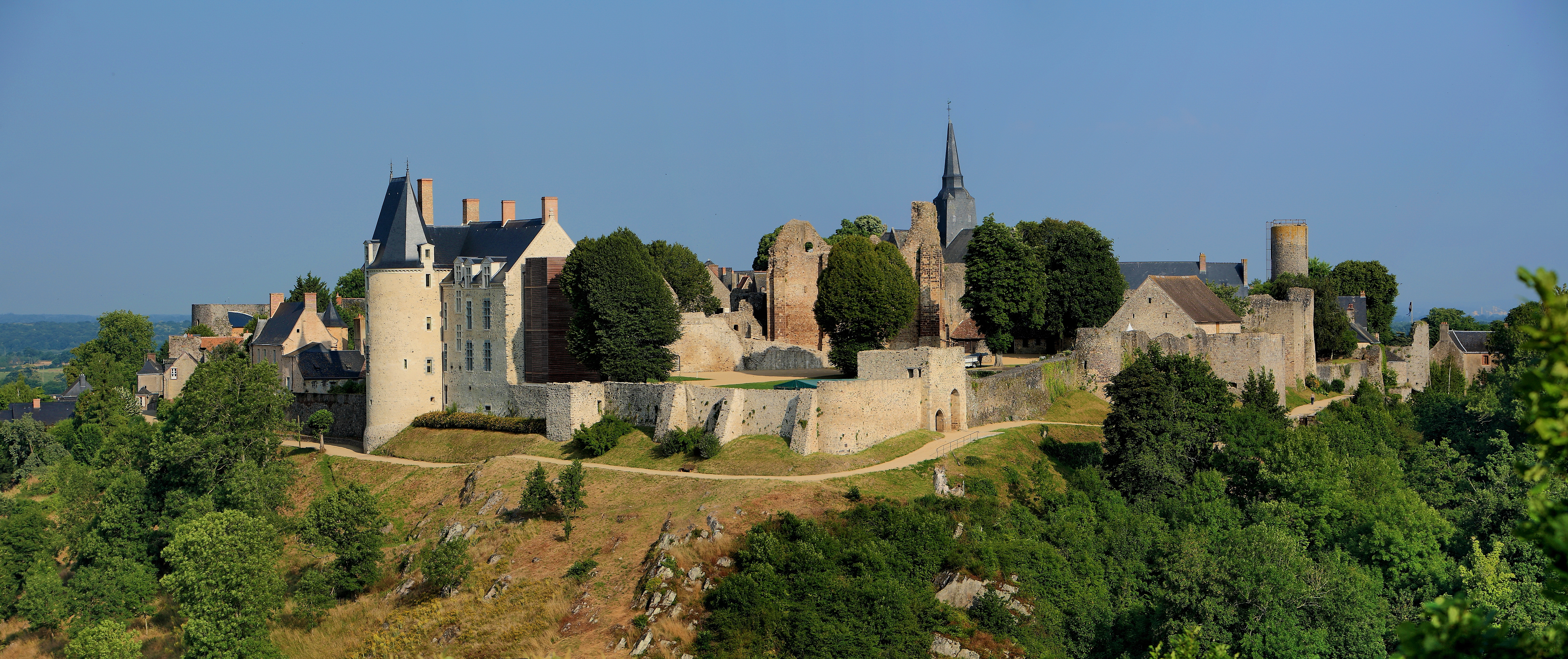
La cité médiévale de Sainte-Suzanne vue du Tertre-Ganne.

### L'invasion anglaise dans le Maine au début duXVesiècle
- Compte tenu des armes disponibles jusqu'au début du XVe siècle, la cité fortifiée de Sainte-Suzanne demeure imprenable durant quatre siècles (cf. le siège de Sainte-Suzanne de 1083 à 1086 soutenu par Hubert de Beaumont  contre les troupes de Guillaume le Conquérant retranchées dans le camp de Beugy).
- Les places de Beaumont, Fresnay et Sainte-Suzanne, qui avaient joué un rôle important dans la lutte des Manceaux contre Guillaume, reprennent en effet de l'importance au cours de la guerre de Cent Ans . Mais l'invention de l'artillerie va changer fondamentalement la donne.

Au début du XVe siècle, la vicomté de Sainte-Suzanne, Beaumont et Fresnay est détenue par la famille d'Alençon  :
- - Pierre II d'Alençon « le noble » l'a reçue par son mariage en octobre 1371 avec Marie Chamaillart d'Anthenaise et l'a détenue jusqu'à sa mort à Argentan le 20 septembre 1404 ;
  - Son fils Jean Ier d'Alençon « le sage », Pair de France, meurt à 30 ans lors de la bataille d'Azincourt, le 25 octobre 1415 ;
  - Son fils Jean II d'Alençon « le beau » lui succédant alors qu'il n'est âgé que de six ans, c'est la Duchesse d'Alençon Marie de Bretagne, veuve de Jean Ier, qui, face à l'avancée anglaise, met en alerte l'ensemble des forteresses que la famille d'Alençon détient dans la région du Mans : Beaumont, Fresnay et Sainte-Suzanne.
- L'invasion anglaise de 1417 marque en effet le début de cette période décisive. Après avoir conquis en quelques jours la Basse-Normandie, Les Anglais  se sont avancés jusqu'aux frontières du Maine  et menacent la province. Dès 1419, tous les sujets de la châtellenie de Sainte-Suzanne, même ceux qui en sont exempts en droit, se soumettent à faire le guet au château à cause de "l'estat du temps présent et des éminents dangiers qui pourraient advenir en la ville"[3].
- La population, qui avait résisté de longues années - et victorieusement - aux tentatives d'annexion des normands, est en effet peu encline à céder aux ambitions anglaises.
- Ambroise de Loré , futur compagnon de Jeanne d'Arc, se signale par de nombreux exploits et par son courage dans la défense du château de Fresnay, de 1418 à 1420. Mais il se fait prendre lors d'une sortie et se fait délivrer par les Français lors d'un coup de main sur le château de Croissy.
- Le commandement de Sainte-Suzanne lui est confié en 1422. Adepte de la défense offensive, il fait de nombreuses sorties. Dès le mois d'août 1422, il pousse une pointe hardie sur la ville de Bernay (Eure), qui estoit moult garnie de peuple et de grans marchandises. En revenant il bat près de Mortagne-au-Perche un fort détachement anglais[4].
- De retour à Sainte-Suzanne, il tourne ses efforts vers le château de Fresnay, qu'il ne peut pardonner à ses adversaires de lui avoir enlevé. Au mois de novembre, avec l'aide de Jean du Bellay, il tente de reprendre la place par surprise, mais le coup manque. Plus fortuné que ses compagnons, Ambroise de Loré parvient du moins à se replier sans encombre sur Sillé et Sainte-Suzanne[5].
- L'année suivante, le 26 septembre 1423, Ambroise de Loré prend une éclatante revanche en assurant la victoire par une habile manœuvre lors de la bataille de la Brossinière.
- En 1424, Ambroise poursuit ses sorties et enlève parfois quelques notables pour les échanger contre rançon.
- Mais avec l'année 1425, les fructueuses chevauchées finissent pour le capitaine de Sainte-Suzanne.

### La prise de Sainte-Suzanne par les Anglais
- Le 10 août 1425, Salisbury [6], à la tête d'une armée considérable, s'empare du Mans[7], et aussitôt la ville soumise et occupée, dirige toutes ses forces sur Sainte-Suzanne pour en finir avec ce centre de redoutable résistance. Les Anglais ont fait des efforts exceptionnels et organisé l'expédition avec un soin extrême. Non seulement, suivant leur méthode, ils ont eu recours à la cavalerie de Saint-Georges, et envoyé d'Alençon au Comte de Salisbury, devant Sainte-Suzanne, de grosses sommes de deniers pour payer largement ses soldats[8], mais ils ont acheté pour lui à Paris d'énormes quantités de munitions, entre autres des milliers de livres de poudre à canon, et, pour la première fois, ils ont mis à sa disposition un véritable parc de siège, avec de grosses bombardes que traînent quatre-vingts bœufs[9].
- Le site du Tertre Ganne, plus élevé que la forteresse, est alors utilisé comme plate-forme d'attaque. Il subsiste aujourd'hui sur le site des petits monticules de terre et de pierre disposés en rangée qui ont pu servir à stocker et abriter les armes et les munitions[10]. Le chroniqueur Jean Chartier donne sur l'attaque quelques précisions : "Le conte de Salbery fit asseoir et assortor neuf grosses bombardes et plussieurs gros canons et vouglaires, lesquelles bombardes ou canons après huit ou dix jours commencèrent à tirer incessamment, jour et nuyt, et tellement qu'ilz abatirent les murs de ladite ville plus loingt que le trait d'un arc, et y fist-on plussieurs saillies et escarmouches d'un costé et d'autre. Et finablement fut contraint le dit chevalier de la dite place de rendre iceulx châtel et ville au dit conte de Salbery, et perdirent iceulx chevalliers et ses compaignons tous leurs biens et leurs prisonniers, et s'en allèrent, après la dite place rendue, tous à pié. Et pour les fraitz du dit conte de Salbery fut contrainct le dit chevallier à luy paier la somme de deux cens escuz d'or". Les murs de la forteresse tombèrent-ils de ce côté ? on ne le sait avec certitude ; il est en effet également plausible que les anglais aient attaqué par le flanc ouest, plus vulnérable car moins escarpé et plus accessible. La muraille extérieure nord-ouest de Sainte-Suzanne est, de fait, manquante sur une centaine de mètres, dans l'actuel parc du manoir de la Butte-Verte, mais la muraille est (exposée au Tertre-Ganne) a été tellement rabattue et modifiée lors des guerres de Religion (1589), puis lors de la construction du Logis par Fouquet de la Varenne  (1608-1610), qu'on ne peut affirmer que l'attaque de 1425 ne l'a pas affectée; l'on ne peut aujourd'hui que mettre en parallèle ces deux hypothèses : bombardement par le nord-ouest ou par l' est.
- Arthur de Richemont, Connétable de France avait prescrit dès le 6 août 1425 à Pierre Bessonneau de garnir d'artillerie la place de Sablé. C'est là qu'Ambroise de Loré et ses soldats vaincus viennent se replier et constituent leur base de départ pour de nouvelles attaques.
- Mais Sainte-Suzanne reste anglaise durant quatorze ans, et doit payer à Jean de Lancastre duc de Bedford, comte du Maine, des "sauvegardes, appatis ou bullettes, et obtenir des anglais des sauf-conduits ou congés".
- La ville ne sera reprise qu'en décembre 1439 par les Français emmenés par Jean V de Bueil.

### La fin des fortifications moyenâgeuses
- La capitulation de la garnison marque la fin d'un type de défense. Si forte que fût jusque-là sa position topographique, si hauts et bien défendus que fussent ses remparts, si vaillants que fussent ses capitaines, la ville ne pouvait résister, sans canon, aux batteries anglaises. Le siège de Sainte-Suzanne marquait la fin de la fortification du Moyen Âge et ouvrait une ère nouvelle dans l'histoire de l'attaque et de la défense des places.
- Les remparts de la cité, déjà fortement endommagés côté est, seront à nouveau atteints à la fin du XVIe siècle lors des Guerres de religion. Fouquet de la Varenne les réutilisera en les rasant en partie en 1608, et réaménagera complètement la cour du château en  construisant jusqu'en 1613 un corps de logis de style Renaissance.

- Certains auteurs[11] affirment qu'un gibet - ou potence où l'on exécutait des condamnés à la pendaison -, était édifié au tertre Ganne, face au château : "Sur le sommet sauvage du tertre, la justice du seigneur avait établi ses piliers, et les corps des suppliciés se balançaient en face des sombres murailles de la ville". La colline fut nommée aussi "la butte noire" ou la "butte des quatre piliers". Les piliers auraient disparu aux environs de 1620.

## Tourisme

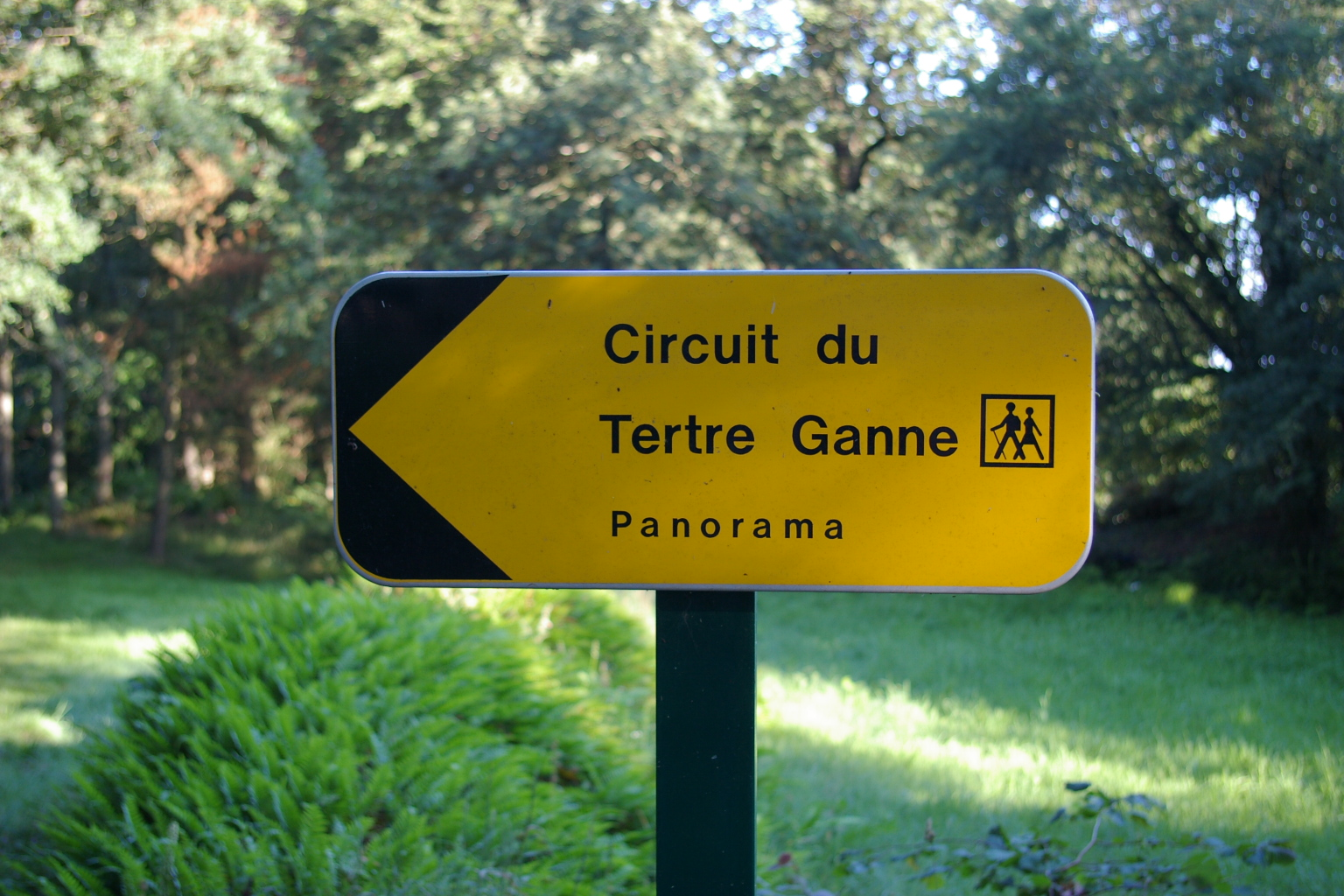
Panneau de randonnée.

- Le sommet du Tertre Ganne a été acquis par la Commune de Sainte-Suzanne en 1966, puis débroussaillé et aménagé en terrain de promenades et de pique-nique par des équipes de bénévoles, puis par des jeunes des chantiers internationaux Concordia en 1969. Son accès est gratuit.
- Le site est accessible par la route (D9 route de Torcé-Viviers-en-Charnie): prendre la première route à droite après avoir passé la rivière l'Erve. Stationner au parking et finir la promenade à pied pour accéder au belvédère donnant sur la cité médiévale.
- Panorama *** sur la cité, sur la plaine d'Anjou au sud et les collines des Coëvrons au nord.

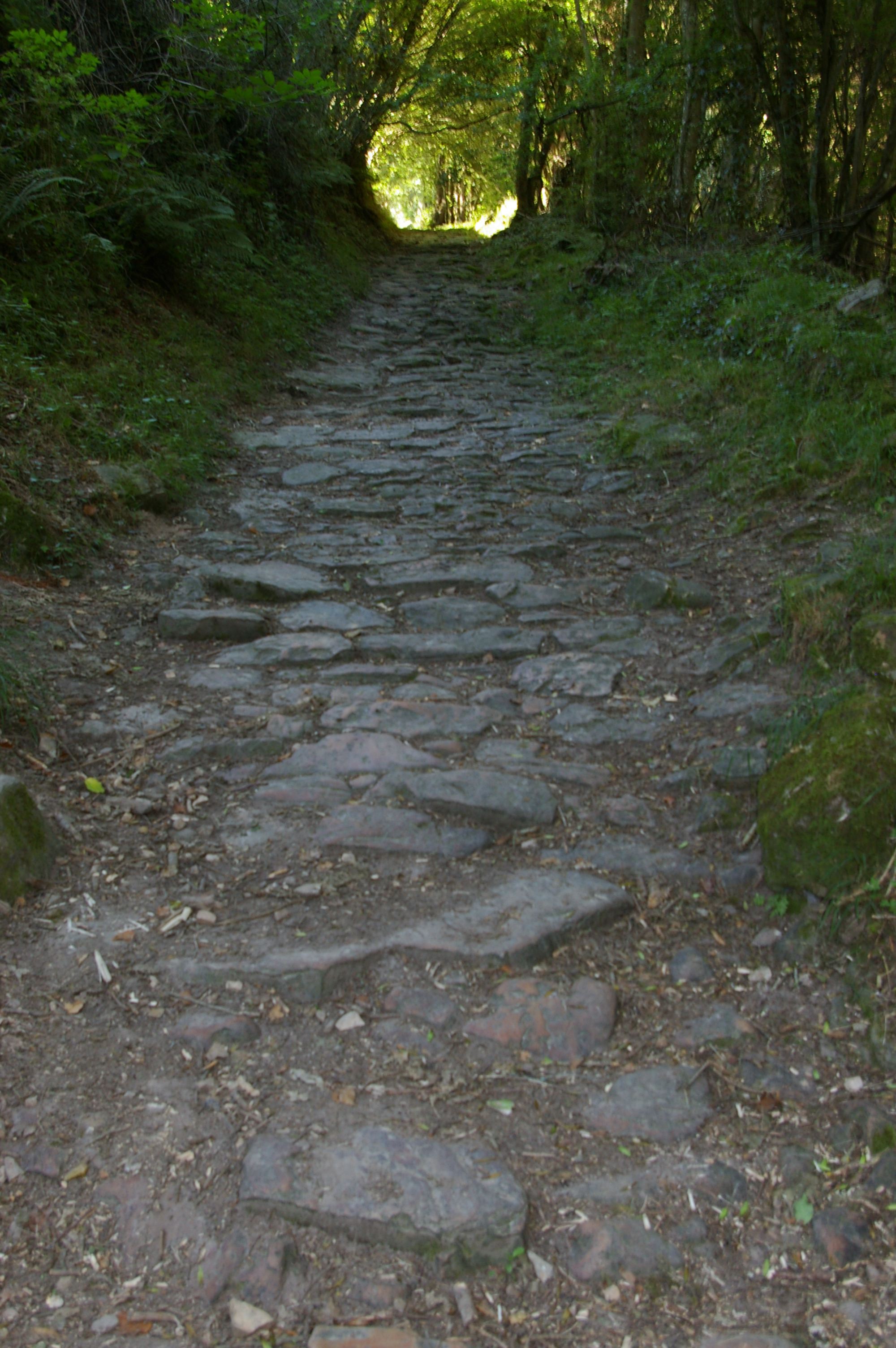
Voie romaine pavée et clairière.

- Un chemin de randonnée, beaucoup plus escarpé, permet aussi d'y accéder à pied via la voie pavée (ancien chemin de Sainte-Suzanne à Saint-Denis-d'Orques et au Mans), depuis le hameau du Pont-neuf, au pied des rochers de Sainte-Suzanne.
- On trouve à proximité du Tertre-Ganne le château de la Fousillère (reconstruit en 1903) entouré de bois, bosquets "traversés par des sentiers capricieux"[12], surnommés au XIXe siècle "les Dévirolettes" (avec un mur de clôture comprenant une tour carrée), et plusieurs fermes ou anciennes fermes : d'un côté le Haut-Essart, la Ferranderie, le Gros-Chêne, la Sorie (ou Saurie), le Pierras, de l'autre la Pageotière, la Saltière.
- Du Tertre-Ganne, on peut suivre des promenades balisées vers la Tour carrée, la Vierge des Bois, le Mont-Noir (alt. 222 m) et la forêt de la Charnie.

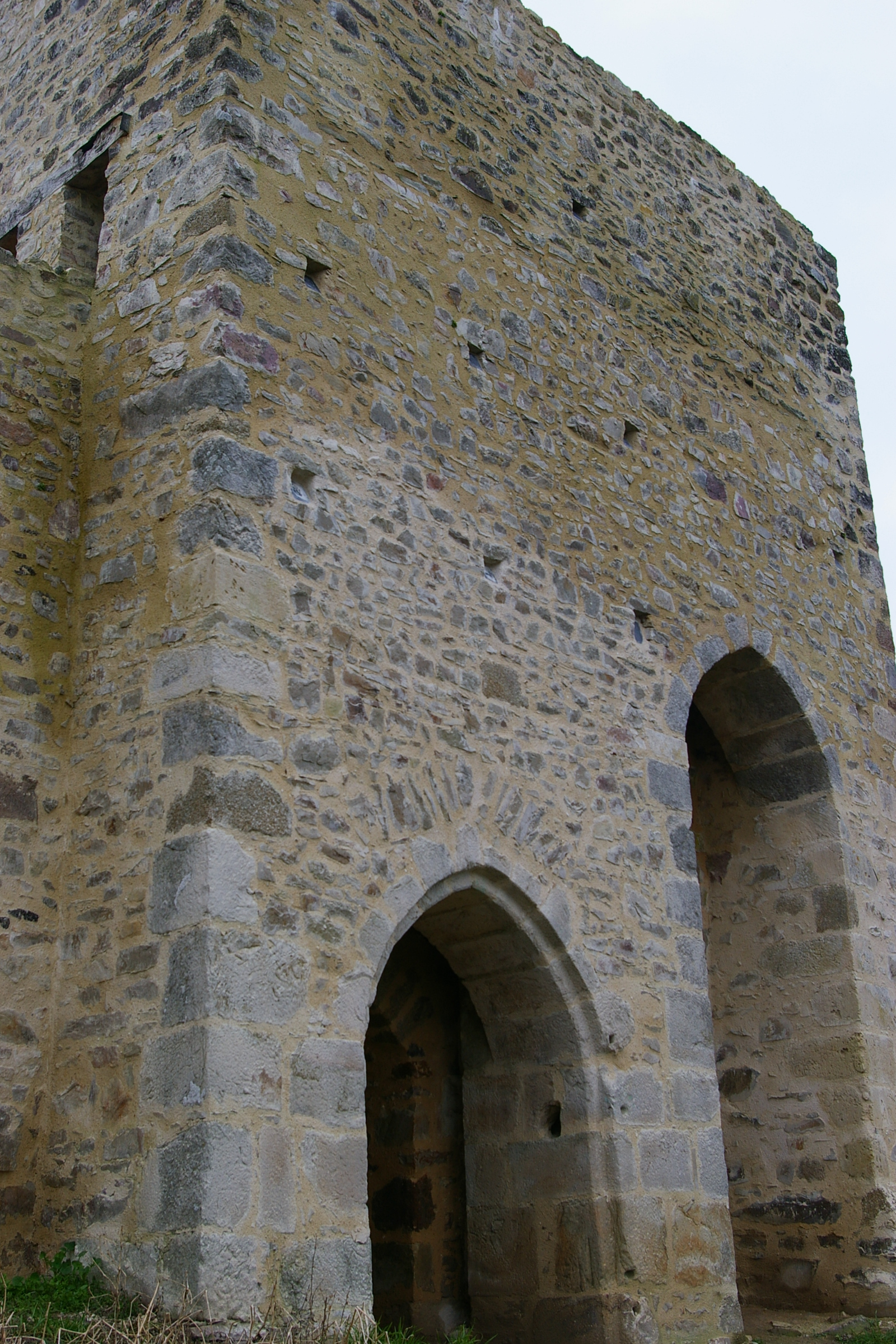
La porte de fer

- Promenade de la Poterne : tours, remparts et avant-corps de la Porte de fer, face au Tertre Ganne. Cette poterne, protégée par une barbacane, était d'une importance considérable pour la défense du château : elle donnait un accès direct à la rivière, dans la vallée, et permettait de tenter des sorties ou des contre-attaques "à l'ancienne" (sans artillerie) sur les retranchements du Tertre Ganne.
- À voir au Musée de l'auditoire : Armure de 1410-1420, la plus ancienne conservée en France, authentifiée et restaurée par le Musée de l'Armée, aux Invalides ; cottes de mailles ; "Pierrot", canon "municipal" (culasse ou boîte de veuglaire, montée sur un petit affût à roues pour le transformer en canon); fusils de remparts ; boulets ; carreaux d'arbalètes, etc.

### Sources et bibliographie
- Jean Chartier (1385-1464), Chronique de Charles VII, chapitres 3, 16 et 136, texte publié par Godefroy en 1661 à l'Imprimerie du Louvre. BNF, Gallica
- Essais historiques et littéraires sur la ci-devant province du Maine, de P. Renouard, imp. Fleuriot, Le Mans, 1811
- Excursions dans le Maine, De la Sicotière, 1839-1840
- Le magasin pittoresque, dir. Édouard Charton (1807-1890), 1875, BNF Gallica
- Recherches historiques sur la ville de Sainte-Suzanne, du Dr Charles Nory, imp. Veau-Bernard, Sillé-le-Guillaume, 1888
- Notice historique sur Sainte-Suzanne et son château, de M. Gérault, imp. Auguste Goupil, Laval, 1896
- Les seigneurs de la baronnie de Sainte-Suzanne, du Marquis de Beauchêne, Société historique et archéologique du Maine, Le Mans 1906, BNF, Gallica
- Sainte-Suzanne, Son histoire et ses fortifications. Éditions Régionales de l'Ouest, Mayenne. 1996, préface de Gérard Morteveille. Réédition de l'ouvrage paru en 1907, de Robert Triger, Société historique et archéologique du Maine, imp. de la manutention, Mayenne  (ISBN 2-85554-077-1)
- Dictionnaire de la Mayenne. Abbé Angot. 4 tomes, 1900-1910
- Publications de l'Association des Amis de Sainte-Suzanne, Musée de l'Auditoire :
  - Sainte-Suzanne (Mayenne) Cité médiévale, Mille ans d'Histoire, de Gérard et Jean-Pierre Morteveille, 1988
  - Sainte-Suzanne, Cité médiévale, de la motte féodale au château de pierre, de Gérard Morteveille, oct. 1999.